# Radakovo
Radakovo is een plaats in de gemeente Kraljevec na Sutli in de Kroatische provincie Krapina-Zagorje. De plaats telt 529 inwoners (2001).